# Columbia (Tennessee)
Columbia è una città degli Stati Uniti d'America, nella contea di Maury, nello Stato del Tennessee.